# 방송공학
방송 엔지니어링(영어: Broadcasting Engineering)은 방송 에 관한 직업 을 말한다. 엔지니어링의 목적은 송/수신 관리, 방송유지 관리, 비디오 포맷 등의 방송을 가지고 한다.

## 기술
- 기존 방송
  - 오디오, 비디오 장비의 측정
  - 베이스 밴드 비디오 - 표준, 고화질
  - 방송 스튜디오 음향
  - 텔레비전 스튜디오 - 방송 비디오 카메라 와 카메라 렌즈
  - 생산 스위처 (비디오 믹서)
  - 오디오 믹서

- IT 방송
  - 비디오 압축 - DV25, MPEG, DVB 나 ATSC (또는 ISDB)
  - 디지털 서버 재생 기술 - VDCP, 라우스, 해리스, 제어 프로토콜
  - 방송 자동화
  - 디스크 저장 - RAID, NAS, SAN 기술
  - 아카이브 - 테이프 아카이브 또는 그리드 스토리지 기술을 제공한다
  - 컴퓨터 네트워킹
  - 운영 체제 - 마이크로소프트 윈도우, 맥 OS, 리눅스, RTOS
  - 작성자 생산 - 비디오 캡처 및 비 - 선형 편집 시스템 (비선형 편집)

- RF
  - RF의 위성 업 링크하기 - 높은 전원 증폭기 (HPA)
  - RF 통신 위성 downlinking - 밴드 감지, 캐리어 감지 및 IRD 조정 등
  - RF 송신기 유지 관리 - IOT의 UHF 송신기, 솔리드 스테이트 VHF 송신기, 고체 상태 MF 송신기 (AM 라디오), 튜브 타입 VHF와 MF 송신기. 안테나, 전송 라인, 고성능 필터, 디지털 변조기, 타워 탑 조명 시스템, 백업 발전기.

- 건강 및 안전
  - 산업 안전 보건
  - 화재 진압 등의 시스템 FM 200
  - 기본 구조 엔지니어링
  - RF의 위험 완화